# عبد الحميد الهرقال
عبد الحميد الهرقال لاعب كرة قدم تونسي، لعب في خطة مهاجم (جناح أيمن) بألوان كل من الملعب التونسي والترجي الرياضي التونسي والمنتخب الوطني التونسي.

## مسيرته الكروية

### نشأته
ولد في 27 من يناير (جانفي) 1959 بتونس وعشق منذ طفولتة كرة القدم حتى أنها كانت تشغل معظم وقته. وفي الخامسة عشرة من عمره التحق بالملعب التونسي رغم رفض أبيه لذلك، إلا أنه وجد الدعم من أخيه الأكبر. لم يطل العهد به مع الملعب التونسي حتى استدعي للمشاركة في كأس العالم لكرة القدم تحت 20 سنة التي نظمت نسختها الأولى بتونس سنة 1977.

### مع ناديه
في موسم 1977-1978 التحق بأكابر الملعب التونسي، وكانت أول مقابلة له ضد نادي سكك الحديد الصفاقسي. في 17 سبتمبر 1978 شارك الهرقال في أول دربي له ضد الترجي الرياضي التونسي وسجل الهدف الوحيد للمقابلة. أنهى الملعب التونسي الموسم عامها في المركز الثاني لنقطة تفصله عن المتوج النادي الإفريقي، وهو أحسن ترتيب له في البطولة التونسية منذ لقبه الأخير عام 1965.
في موسم 1980-1981 اكتفى الهرقال وفريقه بالمركز السابع في البطولة التونسية وبنهائي الكأس ضد النجم الرياضي الساحلي.
في موسم 1981-1982 أصبح الهرقال القلب النابض للفريق، أعانه على ذلك نضجه الكروي المبكر وسطوع نجم الجناح الأيمن مشام النسيبي وعودة المخضرم نجيب الإمام، أنهى الملعب التونسي الموسم في المركز الرابع وأهدى محبيه سداسية تاريخية ضد نادي سكك الحديد الصفاقسي. رغم أن طريقة المدرب لم ترق للهرقال إلا أن انضباطه منعة عدم الالتزام بها، فكان لذلك الأثر البين على مردود الفريق الذي أنهى الموسم 1983-1984 في المركز الأول بالتساوي مع النادي البنزرتي الذي توج بالبطولة بفارق الأهداف المقبولة والمدفوعة في مرحلة الذهاب.
كانت من أثار الصدمة على اللاعبين أن أنهى الملعب التونسي الموسم 1984-1985 في المركز السادس.
التحق الهرقال بعد ذلك بنادي صور العماني، ولم يطل به الزمان حتى عاد إلى حضن فريقه الأم ليشارك معه للمرة الثالثة في نهائي كأس تونس ضد النادي الإفريقي.
هذه الهزيمة كانت أحد الدوافع لالتحاقه بصفوف الترجي الرياضي التونسي ليتوج بعد ذلك بطلا لتونس لأول مرة خلال مسيرته الرياضية.

### مع المنتخب

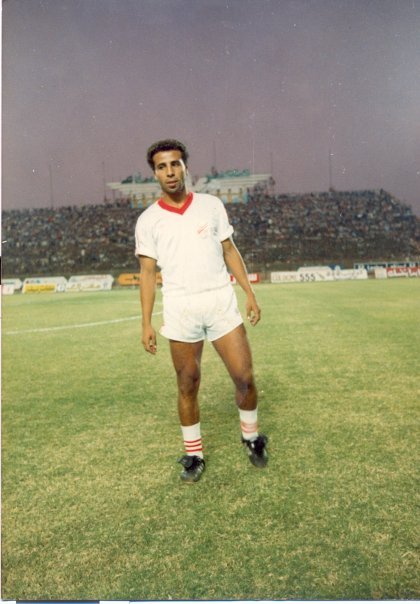
الهرقال بألوان المنتخب الوطني التونسي

بعد ستة أشهر من انضمامه لأكابر الملعب التونسي، التحق بأكابر المنتخب التونسي في مباراة جمعته بجمعية كان.
مباراته الرسمية الأولى توجت بانتصار صعب ضد المنتخب الليبي في تصفيات الألعاب الأولمبية الصيفية (1-0), أتبعت بهزيمة في العاصمة طرابلس. في سبليت خاب أمل التونسين بعد الانسحاب من ألعاب البحر الأبيض المتوسط 1979.
في 12 يوليو (جويلية) 1980 انسحب المنتخب الوطني التونسي من التصفيات المؤهلة لكأس العالم.
انطلاقا من أبريل (أفريل) 1983, أصبح الهرقال أحد ركائز المنتخب الوطني التونسي. لكن الحظ لم يكن في الموعد، فبعد الانسحاب المبكر من كأس الأمم الأفريقية لكرة القدم 1984 ضد منتخب مصر لكرة القدم وخيبة أمل ألعاب البحر الأبيض المتوسط 1983 ينضاف إلى كل ذلك الانسحاب من التصفيات المؤهلة لبطولة كأس العالم لكرة القدم 1986 ضد منتخب الجزائر لكرة القدم.
في الشطر الثاني من مسيرته مع المنتخب أظهر الهرقال ثقة أكبر في النفس مما انعكس على مردوده، ظهر ذلك جليا من خلال الاستعراض الذي قدمة ضد منتخب بلغاريا لكرة القدم في 29 من أغسطس (أوت) 1986 , ورغم هدفه في مرمى الحارس الكامروني جوزيف أنطوان بيل في نوفمبر 1989 إلا أنه لم يتمكن من قيادة المنتخب الوطني التونسي إلى بطولة كأس العالم لكرة القدم 1990.
في 2 من يونيو (جوان) 1990 فاجأ منتخب إنجلترا لكرة القدم وحارس مرماه بيتر شيلتون بهدف من بعد 40 مترا، هدف بقي في الذاكرة الجماعية للشعب التونسي.
تلى ذلك مباراة دولية ودية ضد منتخب تركيا لكرة القدم (0-0) في مارس 1990 وثلاث مباريات رسمية ضد كل من منتخب تشاد لكرة القدم (2-1) ومنتخب مصر لكرة القدم (2-2 و 2-2) لحساب التصفيات المؤهلة لكأس الأمم الأفريقية لكرة القدم 1992. ليختم في 26 من يوليو (جويلية) 1991 مسيرته الدولية.

### الجامعة التونسية لكرة القدم
انتخب في 2008 عضوا بالجامعة التونسية لكرة القدم مسؤولا أولا على منتخب الأكابر ورئيس بعثة

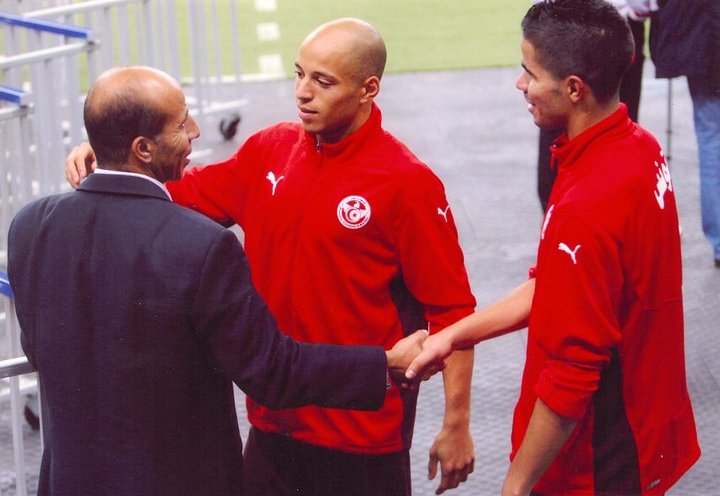
الهرقال مع ياسين الميكاري وتيجاني بلعيد
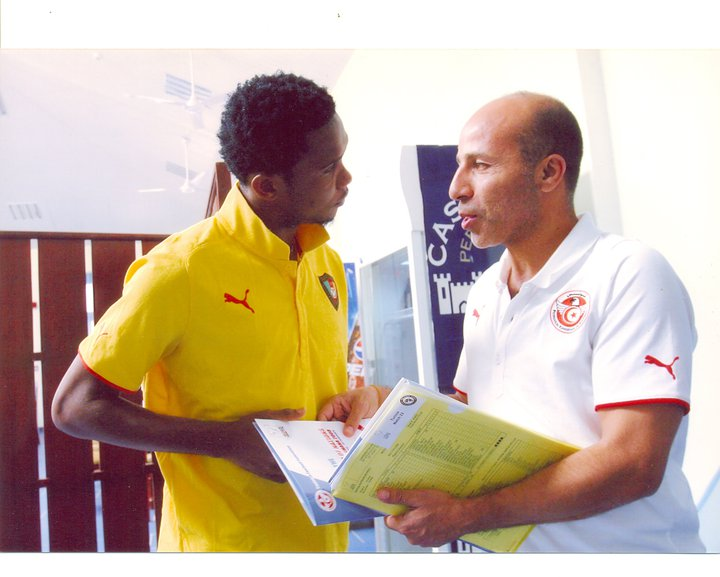
الهرقال مع صامويل إيتو

## انجازاته
الحذاء الذهبي ولقب هداف البطولة لعام 1989.